# 피트 리키츠
존 피터 리키츠(영어: John Peter Ricketts, 1964년 8월 19일~)는 미국의 정치인으로 제40대 네브래스카 주지사(2015~2023)를 역임했다. 현재 네브래스카 미국 상원의원이다.

## 학력
- 시카고 대학교 생물학 B.S.
- 시카고 대학교 경영학 MBA

## 경력
- 2015.01 ~ 2023.01 제40대 네브래스카 주지사
- 2018.11 ~ 2019.11 공화당 전국 주지사 연합 위원장
- 2021.11 ~ 2022.11 공화당 전국 주지사 연합 공동위원장
- 2023.01 ~ 미국 네브래스카 연방상원의원

## 역대 선거 결과
| 선거명        | 직책명                      | 대수  | 정당   | 득표율 | 득표수    | 결과 | 당락                       |
| ------------- | --------------------------- | ----- | ------ | ------ | --------- | ---- | -------------------------- |
| 2006년 선거   | 상원의원 (네브래스카 제1부) | 110대 | 공화당 | 36.12% | 213,928표 | 2위  | 낙선                       |
| 2014년 선거   | 네브래스카 주지사           | 40대  | 공화당 | 57.16% | 308,752표 | 1위  | 네브래스카 주지사 당선     |
| 2018년 선거   | 네브래스카 주지사           | 40대  | 공화당 | 59.00% | 411,812표 | 1위  | 네브래스카 주지사 당선     |
| 2024년 재선거 | 상원의원 (네브래스카 제2부) | 118대 | 공화당 | 62.58% | 585,103표 | 1위  | 네브래스카주 상원의원 당선 |